# Вереник, Эд
Э́двард «Эд» Ве́реник (англ. Edward "Ed" Werenich; вариант фамилии: Веренич; 23 июня 1947, Benito, Манитоба, Канада) — канадский кёрлингист.
В 1988 году введён в Зал славы канадского кёрлинга вместе со своими товарищами по команде 1983 года, чемпионами мира.
В его честь назван один из мужских турниров в рамках Мирового тура по кёрлингу — Ed Werenich Golden Wrench Classic.
Вне кёрлинга работал пожарным. Работал также спортивным телекомментатором турниров по кёрлингу.

## Достижения
- Чемпионат мира по кёрлингу среди мужчин: золото (1983, 1990).
- Чемпионат Канады по кёрлингу среди мужчин: золото (1983, 1990), серебро (1973, 1977, 1984), бронза (1988).
- Канадский олимпийский отбор по кёрлингу: бронза (1987, 1997).

## Команды
| Сезон   | Четвёртый  | Третий        | Второй        | Первый          | Запасной     | Турниры           |
| ------- | ---------- | ------------- | ------------- | --------------- | ------------ | ----------------- |
| 1972–73 | Пол Сэвидж | Bob Thomson   | Эд Вереник    | Ron Green       |              | ЧК 1973           |
| 1973–74 | Пол Сэвидж | Bob Thomson   | Эд Вереник    | Ron Green       |              | ЧК 1974           |
| 1976–77 | Пол Сэвидж | Эд Вереник    | Ron Green     | Reid Ferguson   |              | ЧК 1977           |
| 1980–81 | Эд Вереник | Bob Widdis    | Нил Харрисон  | Jim McGrath     |              | ЧК 1981 (4 место) |
| 1982–83 | Эд Вереник | Пол Сэвидж    | Джон Кавайя   | Нил Харрисон    |              | ЧК 1983 · ЧМ 1983 |
| 1983–84 | Эд Вереник | Пол Сэвидж    | Джон Кавайя   | Нил Харрисон    |              | ЧК 1984           |
| 1987–88 | Эд Вереник | Пол Сэвидж    | Джон Кавайя   | Нил Харрисон    |              | КООК 1987         |
| 1987–88 | Пол Сэвидж | Эд Вереник    | Грэм Маккарел | Нил Харрисон    | Джон Кавайя  | ЧК 1988           |
| 1989–90 | Эд Вереник | Джон Кавайя   | Иэн Тетли     | Пэт Перру       | Нил Харрисон | ЧК 1990 · ЧМ 1990 |
| 1993–94 | Эд Вереник | Джон Кавайя   | Пэт Перру     | Нил Харрисон    |              |                   |
| 1994–95 | Эд Вереник | Джон Кавайя   | Пэт Перру     | Нил Харрисон    | Ричард Харт  | ЧК 1995 (4 место) |
| 1996–97 | Эд Вереник | Джон Кавайя   | Пэт Перру     | Нил Харрисон    | Peter Steski | ЧК 1997 (4 место) |
| 1997–98 | Эд Вереник | Джон Кавайя   | Пэт Перру     | Нил Харрисон    | Вик Петерс   | КООК 1997         |
| 1999–00 | Эд Вереник | Гленн Ховард  | Ryan Werenich | Нил Харрисон    |              |                   |
| 2000–01 | Эд Вереник | Ryan Werenich | Kyle Werenich | Darrin Werenich |              |                   |
| 2003–04 | Эд Вереник | Нил Харрисон  | Ryan Werenich | Lino Di Iorio   |              |                   |
| 2004–05 | Эд Вереник | Нил Харрисон  | Ryan Werenich | Lino Di Iorio   |              |                   |

(скипы выделены полужирным шрифтом; см. также )